# Xã Afton, Quận Sedgwick, Kansas
Xã Afton (tiếng Anh: Afton Township) là một xã thuộc quận Sedgwick, tiểu bang Kansas, Hoa Kỳ. Năm 2010, dân số của xã này là 1.531 người.